# Murat Evliyaoğlu
Murat Evliyaoğlu, né le 2 juin 1969, à Ankara, en Turquie, est un ancien joueur de basket-ball turc. Il évolue au poste de meneur.

## Palmarès
- Champion de Turquie 1996, 1997
- Coupe Korać 1996